# Tachydromia caucasica
Tachydromia caucasica är en tvåvingeart som beskrevs av Chvala 1970. Tachydromia caucasica ingår i släktet Tachydromia och familjen puckeldansflugor. Inga underarter finns listade i Catalogue of Life.